# Horsunlu, Kuyucak
Horsunlu là một thị trấn thuộc huyện Kuyucak, tỉnh Aydın, Thổ Nhĩ Kỳ. Dân số thời điểm năm 2010 là 2.593 người.